# Montenegro
Montenegro (tiếng Montenegro bằng chữ Kirin: Црна Гора; chữ Latinh: Crna Gora; phát âm IPA: /'t͡sr̩naː 'ɡɔra/, phiên âm Tiếng Việt: Môn-tê-nê-grô) (trong tiếng Montenegro có nghĩa là "Ngọn núi Đen") là một quốc gia tại miền đông nam châu Âu. Nước này giáp với biển Adriatic về phía tây nam, và có chung đường biên giới với Croatia về phía tây, Bosnia và Hercegovina về phía tây bắc, Serbia về phía đông bắc, Kosovo về phía đông và cuối cùng là Albania về phía đông nam. Thủ đô của quốc gia này là Podgorica, trong khi thành phố Cetinje được gọi với cái tên là Prijestonica (Пријестоница), có nghĩa là Thành phố Thủ đô Hoàng gia.
Độc lập từ cuối Trung cổ tới năm 1918, nước này là một phần của vài chính phủ của Nam Tư và liên bang Serbia và Montenegro. Do cuộc trưng cầu dân ý ngày 21 tháng 5 năm 2006, Montenegro tuyên bố độc lập ngày 3 tháng 6 năm 2006. Ngày 28 tháng 6, Montenegro được trở thành thành viên thứ 192 của Liên Hợp Quốc.
Montenegro là quốc gia ít dân nhất ở Đông Âu. Trừ các tiểu quốc gia, nó là quốc gia ít dân thứ tư ở châu Âu (chỉ sau Iceland, Malta và Luxembourg). Nó là nước gốc Slav nhỏ nhất trên thế giới.

## Tên gọi
Tên địa phương của Montenegro, Crna Gora, được nói đến lần đầu tiên trong một hiến chương của Tu viện Thánh Nicholas (Vranjina) do Quốc vương Milutin của Raška/Serbia phát hành năm 1296, nó dịch từng chữ là "núi đen", chỉ đến những khu rừng tối tăm ngày xưa, che dốc của dãy núi Alps Dinaric nhìn từ bờ biển. Nhiều ngôn ngữ Tây Âu, cũng như tiếng Việt, sử dụng tên tiếng Venezia monte negro, cũng có nghĩa "núi đen" và chắc có từ thời Venezia thống trị vùng này trong thời Trung cổ. Những ngôn ngữ khác, nhất là những ngôn ngữ ở gần vùng này, dịch theo nghĩa "núi đen", thí dụ Mali i Zi trong tiếng Albani, Черна гора trong tiếng Bulgari; Muntenegru trong tiếng Romana, Μαυροβούνιο trong tiếng Hy Lạp, và Karadağ trong tiếng Thổ Nhĩ Kỳ; những ngôn ngữ xa hơn mà dịch như vậy bao gồm tiếng Nga (Черногория) và tiếng Trung Quốc (黑山; Hán-Việt: Hắc Sơn; bính âm: hēishān).

## Lịch sử
Những bộ lạc người Slav bắt đầu di cư đến bán đảo Balkan khoảng thế kỷ VI. Vào đầu thế kỷ VII vùng này là một tỉnh của Đế quốc La Mã và sau đó thuộc Đế quốc Byzantine. Năm 1042, vùng đất này giành được độc lập dưới sự chỉ huy của Công tước Voislav.
Năm 1496, Montenegro nằm dưới sự kiểm soát của Thổ Nhĩ Kỳ. Năm 1519, Montenegro trở thành lãnh thổ tự trị trong Đế quốc Ottoman và hưởng quyền tự trị khá lớn như: có chính phủ, tòa án và quân đội riêng. Sau chiến tranh Candy (1645-1669) Montenegro lại giành được độc lập mở đầu một thời kì tranh giành quyền lực giữa các sắc tộc và tôn giáo.

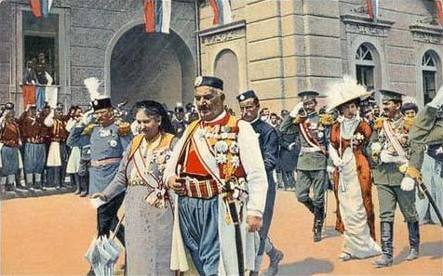
Nikola I cùng vợ của mình trong buổi lễ tuyên bố thành lập Vương quốc Montenegro

Ngày 13 tháng 7 năm 1878, Montenegro được công nhận là quốc gia độc lập đứng đầu là Nikolas I.
Những năm đầu của chiến tranh thế giới thứ nhất, Montenegro đứng về phía Anh, Pháp, Nga để chống lại Áo-Hung và bị chiếm đóng. Năm 1918, Montenegro được giải phóng.
Từ ngày 26 tháng 11 năm 1918 đến ngày 3 tháng 10 năm 1929, Montenegro là một phần của Vương quốc Serbia – Croatia – Slovenia. Sau đó đến ngày 27 tháng 1 năm 1941 thuộc Vương quốc Nam Tư.
Trong chiến tranh thế giới thứ hai, Montenegro bị Italia và sau đó là Đức xâm chiếm. Những người cộng sản tổ chức phong trào kháng chiến, năm 1944 và 1945 Montenegro hầu như bị quân du kích kiểm soát.
Từ năm 1945 đến 1992, Montenegro nằm trong Liên bang Nam Tư. Nam Tư tan rã, Montenegro thuộc Liên bang Serbia và Montenegro. Do cuộc trưng cầu dân ý ngày 21 tháng 5 năm 2006, Montenegro tuyên bố độc lập ngày 3 tháng 6 năm 2006. Ngày 28 tháng 6 năm 2006, Montenegro được trở thành thành viên thứ 192 của Liên Hợp Quốc.

## Chính trị
Montenegro theo thể chế cộng hòa.

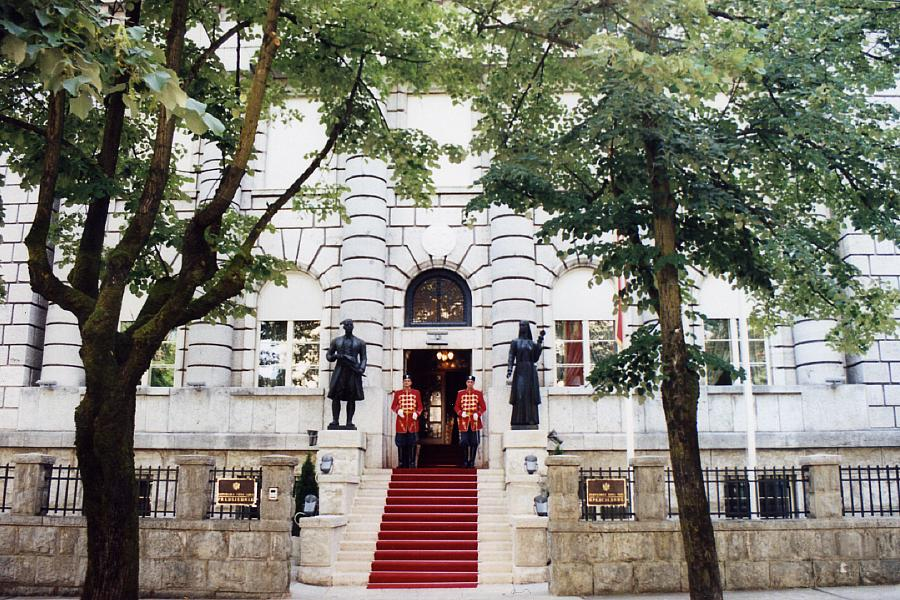
Phủ Tổng thống Montenegro.

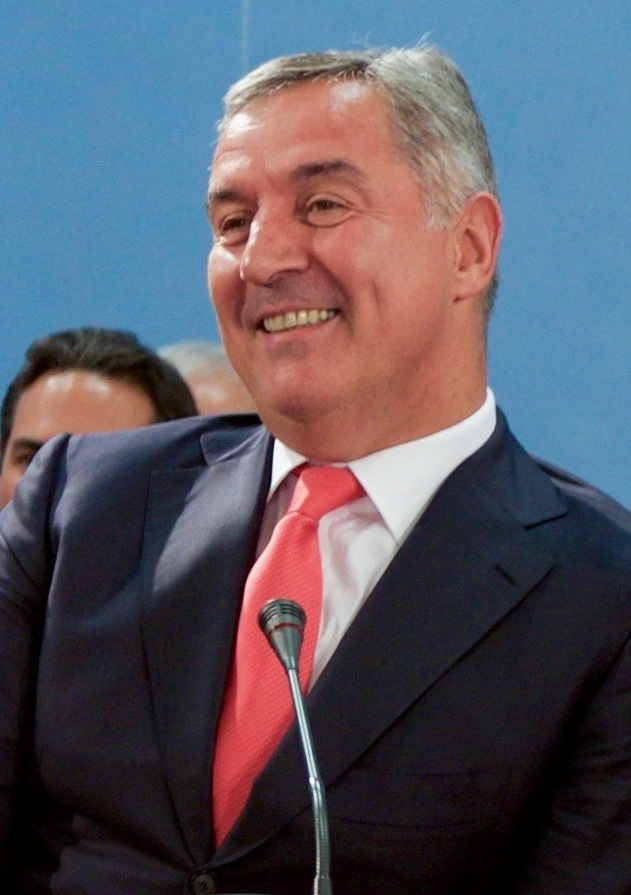
Tổng thống Montenegro đương nhiệm Milo Đukanović

- Tổng thống Montenegro là người đứng đầu nhà nước, được bầu trực tiếp với nhiệm kỳ 5 năm. Tổng thống là nguyên thủ quốc gia, ban hành pháp luật bởi các pháp lệnh, có quyền kêu gọi cuộc bầu cử Quốc hội sớm, đề nghị các ứng cử viên cho chức Thủ tướng, Bộ trưởng và các thẩm phán của Tòa án. Tổng thống cũng có quyền đề nghị kêu gọi của một cuộc trưng cầu dân ý để ân xá cho các tội phạm hình sự theo quy định của luật pháp quốc gia, thành viên của Hội đồng Quốc phòng tối cao Montenegro.
- Chính phủ Montenegro là cơ quan hành pháp của Montenegro. Chính phủ đứng đầu là Thủ tướng và bao gồm các Phó Thủ tướng cũng như Bộ trưởng.

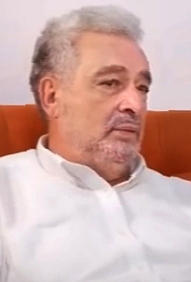
Thủ tướng mới nhất của Montenegro, được Nghị viện nước này chỉ định, Zdravko Krivokapić

- Thủ tướng mới nhất của Montenegro, được Nghị viện nước này chỉ định, Zdravko KrivokapićQuốc hội Montenegro là cơ quan lập pháp đơn viện. Quyền lực của quốc hội Montenegro lớn hơn luật pháp quốc gia, có quyền phê chuẩn điều ước quốc tế, bổ nhiệm Thủ tướng, các Bộ trưởng, Thủ trưởng cơ quan ngang Bộ, và các thẩm phán của tất cả các tòa án, thông qua ngân sách quốc gia và thực hiện các nhiệm vụ khác được thiết lập bởi Hiến pháp. Quốc hội có thể vượt qua một cuộc bỏ phiếu bất tín nhiệm Chính phủ bởi đa số nghị sĩ tán thành. Một đại diện được bầu cho mỗi 6.000 cử tri. Quốc hội hiện nay có 81 ghế.

## Quân đội

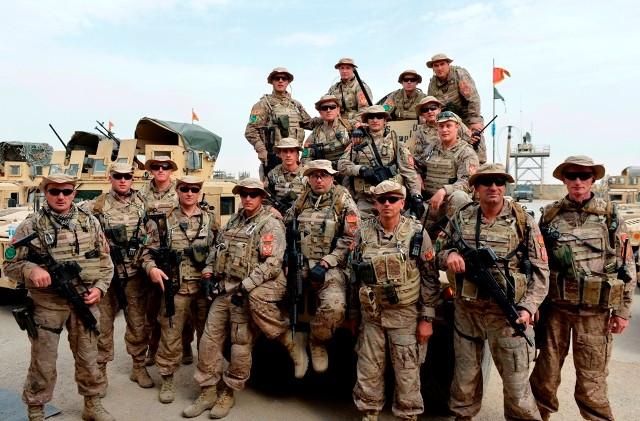
Các binh sĩ Montenegro tại Afghanistan năm 2015

Quân đội của Montenegro là bao gồm lục quân, hải quân, lực lượng không quân và lực lượng đặc biệt. Tính đến năm 2009, nó được tổ chức như một đội quân thường trực đầy đủ và chuyên nghiệp thuộc Bộ Quốc phòng với mục đích bảo vệ và bảo vệ chủ quyền Montenegro. Mục tiêu của Montenegro là gia nhập NATO sau khi hiện đại hóa và tổ chức lại quân đội của mình. Kế hoạch tương lai cho quân đội là tham gia vào nhiệm vụ gìn giữ hòa bình thông qua Liên Hợp Quốc và NATO trong Lực lượng Hỗ trợ an ninh quốc tế.

## Địa lý

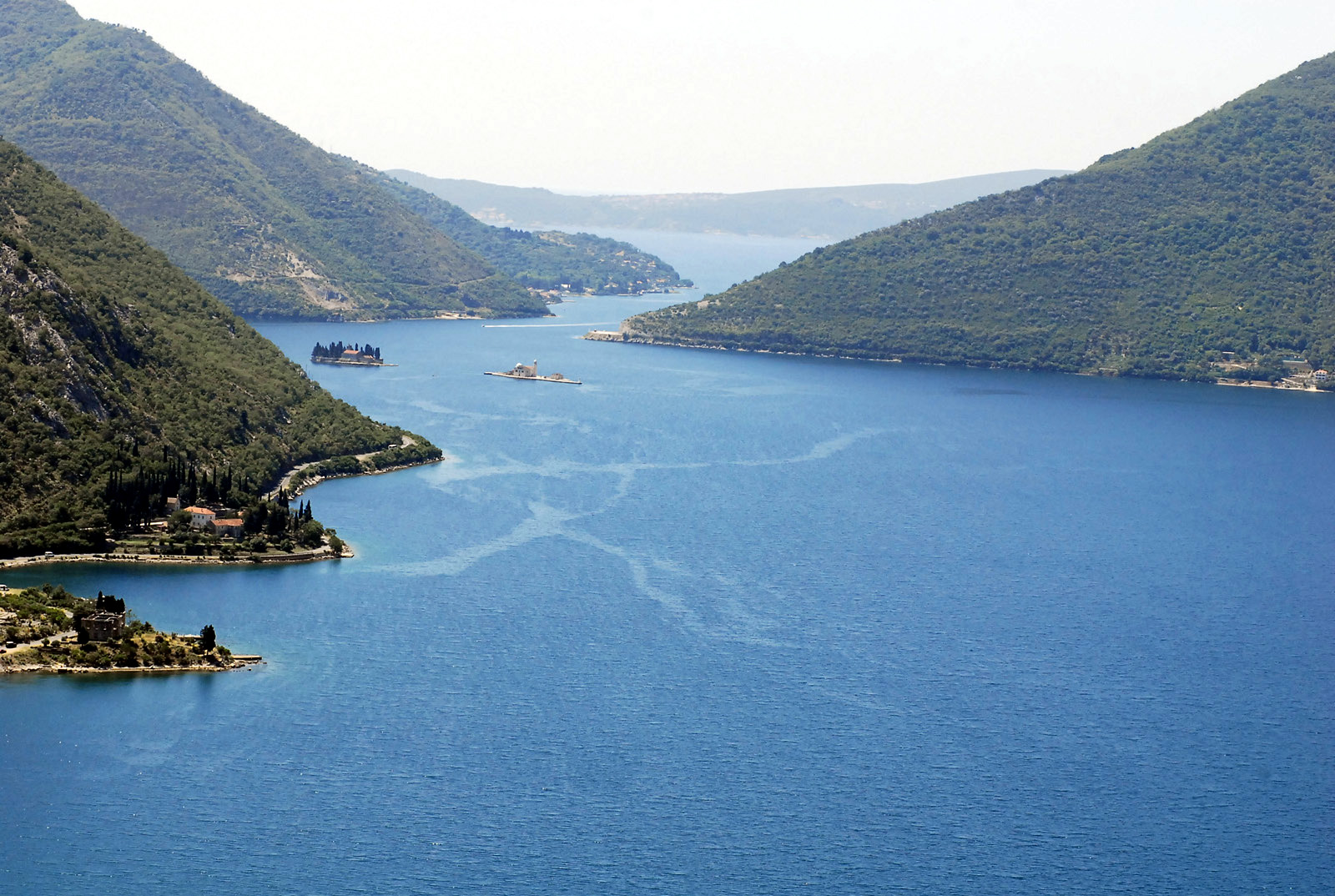
Vịnh Kotor.

Montenegro là quốc gia thuộc khu vực Đông Nam Âu, tách ra từ Liên bang Serbia và Montenegro. Bắc giáp Bosnia và Herzegovina, Đông giáp Serbia, Nam giáp, và Tây Nam giáp biển Adriatic. Lãnh thổ chủ yếu là đồi núi cao từ 800m đến 2400m. Có dải đồng bằng hẹp dọc theo bờ biển khúc khuỷu lởm chởm tựa lưng vào những núi đá vôi.
Các ngọn núi tạo thành địa hình nước này gồ ghề nhất ở châu Âu, độ cao trung bình của các ngon núi ở Montenegro cao hơn 2.000 mét. Một trong những đỉnh núi đáng chú ý là Bobotov Kuk ở vùng núi Durmitor, đạt đến độ cao 2.522 mét. Các dãy núi ở Montenegrin hình thành do băng bị xói mòn ở các bộ phận của bán đảo Balkan trong thời kỳ băng hà cuối cùng.

### Đa dạng sinh học
Sự đa dạng của cơ sở địa chất, khí hậu, cảnh quan và đất, cũng như vị trí của Montenegro trên bán đảo Balkan và biển Adriatic, tạo điều kiện cho sự hình thành đa dạng sinh học với giá trị rất cao, đưa Montenegro trở thành khu vực quan trọng về sự đa dạng sinh học của châu Âu và thế giới. Số lượng loài mỗi phân bổ trên 1 km² diện tích của Montenegro là 0,837, đây là chỉ số cao nhất trong tất cả các nước châu Âu.
Hồ nước ngọt Algea của Montenegro cho đến nay có 1200 loài và giống đã được mô tả.
Thực vật bậc cao có mạch của Montenegro có 3250 loài. Số loài đặc hữu là 392 loài, được xem là tỉ lệ cao trong sự đa dạng sinh học ở các nước khu vực Balkan.
Hồ Skadar là một trong những hồ nước quan trọng nhất, là nơi sinh sống của 40 loài cá nước ngọt, trong đó có các loài di cư từ biển đến hệ sinh thái nước ngọt, ví dụ: như cá chình (Anguilla Anguilla). Đến nay, đã có 40.742 loài cá biển đã được đăng ký tại Montenegro đại diện cho 70% của loài đặc hữu tại Địa Trung Hải.
Hiện tại có 56 loài (18 loài lưỡng cư và 38 loài bò sát) và 69 phân loài được ghi trong 38 chi hiện diện ở Montenegro. Vùng núi Lovćen và Prokletije nổi bật là điểm đặc biệt nóng của amphebians và bò sát ở Montenegro.
Trong số 526 loài chim của châu Âu thì có 333 loài được cho là thường xuyên hiện diện ở Montenegro. Trong số đó, có 204 loài làm tổ ở Montenegro.

## Hành chính

Hành chính Montenegro.

Montenegro được chia thành 23 opština (khu tự quản), và hai khu tự quản đô thị, phân khu của khu tự quản Podgorica:
| - Andrijevica - Bar - Berane - Bijelo Polje - Budva - Cố đô Hoàng gia Cetinje - Danilovgrad - Gusinje - Herceg Novi - Kolašin - Kotor - Mojkovac - Nikšić | - Petnjica - Plav - Plužine - Pljevlja - Thành phố Thủ đô Podgorica - Golubovci - Tuzi - Rožaje - Šavnik - Tivat - Ulcinj - Žabljak |  |

## Kinh tế

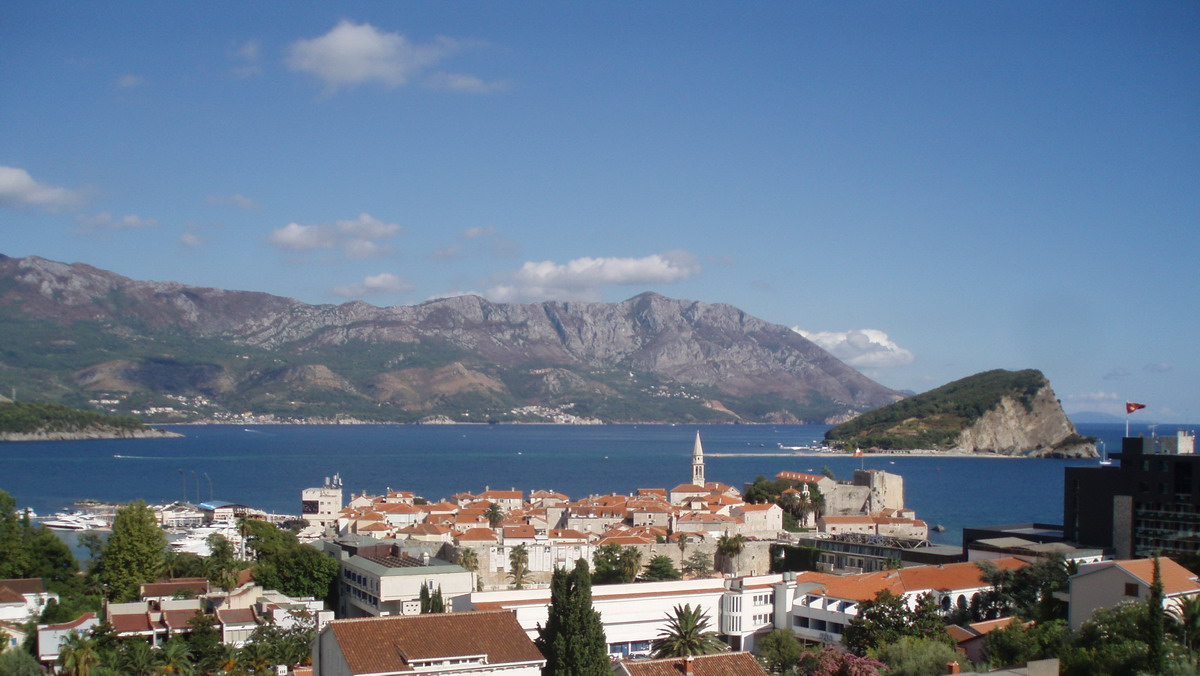
Thành phố Budva, trung tâm du lịch của Montenegro.

Nền kinh tế dần thoát khỏi sự chi phối của Serbia, sử đồng euro thay cho dinar, gia nhập Ngân hàng Thế giới và Quỹ Tiền tệ Quốc tế. Sản xuất nhôm, du lịch và nông nghiệp là ngành kinh tế chủ chốt của Montenegro.
Tính đến năm 2016, GDP của Montenegro đạt 4.242 USD, đứng thứ 156 thế giới và đứng thứ 45 châu Âu.

## Nhân khẩu học
Tôn giáo tại Montenegro (2011)
Montenegro có dân số hiện nay là 684,736 người. Bao gồm nhiều sắc tộc khác nhau: người Montenegro 43%, người Serb 32%, người Bosnia 8%, người Albania 5%, các dân tộc khác (người Croatia, người Di-gan (Gypsy hay Romani)...) 12%.
Ngôn ngữ chính thức là tiếng Montenegro
Ngoài ra còn có các ngôn ngữ thiểu số như: tiếng Serbia, tiếng Albania, tiếng Croatia, tiếng Bosnia.
Montenegro có 3 tôn giáo chính là Chính thống giáo, Hồi giáo, Công giáo Rôma.